# Салакс, Ян Вилнысович
Ян Салакс (род. 1976) — профессиональный культурист. Сын известного латышского композитора Вилниса Салакса и известного осетинского композитора Зинаиды Хабаловой.
Родился 9 сентября 1976 года в Цхинвали. В 1984 году переехал с семьёй в Москву.
- Бодибилдингом начал заниматься с 1993 года в возрасте 17 лет.
- С 2004 года тренируется под руководством Фиделя Седых.
- В 2004 году стал бронзовым призёром Чемпионатов Москвы и России в Тюмени.
- В 2005 стал Mr. Universe в Англии.
- В 2008 году получил профессиональный статус IFBB.
- Участник Про-турниров: «Атлантик Сити Про» (Атлантик Сити, Нью-Джерси, 2008), «Тампа Про» (Тампа, Флорида) и «Европа Супершоу» (Даллас, Техас; 2009).
- С 2010 года живёт в Майами.
- Персональный опытный тренер.

Антропометрия
- Рост — 173 см.
- Вес в межсезонье — 128 кг.
- Вес соревновательный — 108 кг.
- Силовые результаты:
  - Присед — 325 кг. 4 раза
  - Становая тяга — 342,5 кг. 4 раза
  - Жим лежа — 210 кг. 4 раза
  - Объем бицепса — 52 см.
  - Объём бедра — 78 см.